# 2018년 뉴욕 영화 비평가 협회상
제84회 뉴욕 영화 비평가 협회상은 2018년 11월 29일에 열린 시상식이다.

## 수상 및 후보

### 작품상
- 로마 - 알폰소 쿠아론 수상

### 감독상
- 로마 - 알폰소 쿠아론 수상

### 각본상
- 퍼스트 리폼드 - 폴 슈레이더 수상

### 여우주연상
- 서포트 더 걸즈 - 레지나 홀 수상

### 남우주연상
- 퍼스트 리폼드 - 에단 호크 수상

### 여우조연상
- 이프 빌 스트리트 쿠드 토크 - 레지나 킹 수상

### 남우조연상
- 캔 유 에버 포기브 미? - 리차드 E. 그랜트 수상

### 촬영상
- 로마 - 알폰소 쿠아론 수상

### 애니메이션상
- 스파이더맨: 뉴 유니버스 - 밥 퍼시케티 외 2명 수상

### 다큐멘터리상
- 화해의 조건 - 빙 리우 수상

### 외국영화상
- 콜드 워 - 파벨 포리코브스키 수상

### 신인작품상
- 에이스 그레이드 - 보 번햄 수상

### 특별상
- David Schwartz 수상
- Pioneers: First Women Filmmakers - Kino Classics Box Set 수상